# Método pH-SMP
O método pH-SMP é um método de análise e correção de acidez do solo, que se baseia no poder tampão do solo.
A sigla que identificam o método se referem aos criadores do método: Shoemaker, Mac lean e Pratt (SMP).
O método demanda que a análise de solo determine não somente o pH em água, mas também o pH-SMP para a partir dai, calcular a quantidade de calcário a ser aplicada ao solo para que esse alcance o pH considerado ideal para o cultivo de determinada lavoura.

## Aspéctos agronômicos
Esse método assim como os demais, precisa ser ajustado para a região onde vai ser utilizado. Para tanto se faz necessário que experimentos sejam feitos por no mínimo 5 anos, a fim de se estabelecer valores confiáveis que constituirão a tabela de cálculos. Isso se faz necessário porque os solos têm tendência a constituir características em comum, segundo sua origem. Assim, solos que compõem uma determinada região assemelham-se por serem da mesma origem. De maneira que a tabela para determinar a quantidade de calcário usada nos estados de Santa Catarina e Rio Grande do Sul não servirá para os estados do Nordeste, por exemplo. Isso porque são solos com caracteríticas distintas, portanto os estados do sul devem ter sua tabela, e os do Nordeste uma outra, mesmo que se utilizem do mesmo método no caso o ISMP.

### Importância do método
No Brasil este método é usado para determinação de calagem dos solos nos estados do Rio Grande do Sul e de Santa Catarina entre outros estados. Este método também está sendo utilizado no Cerrado Brasileiro